# Национальная художественная галерея (Йошкар-Ола)
Национальная художественная галерея — структурное подразделение Республиканского музея изобразительных искусств в городе Йошкар-Ола. Открыта 4 ноября 2007 года. Помимо постоянной экспозиции картин художников Марий Эл, в галерее регулярно проходят выставки различных коллекций музеев России и мира, а также частных коллекций.

## История
Галерея открылась 4 ноября 2007 года выставкой «Лики времени», представившей культурное наследие Марий Эл из коллекций крупнейших музеев республики. Открытие было приурочено к Дню народного единства и Дню Республики Марий Эл.
В 2007 году в галерее прошёл Всероссийский благотворительный проект «Музей. Музыка. Дети». Мероприятие было ориентировано на детей-сирот.
В конце 2008 года в галерее прошло расширенное заседание Президиума Российского комитета Международного совета музеев.
Весной 2010 года в галерее начал работу информационно-образовательный центр «Русский музей: виртуальный филиал».
Осенью 2011 года была проведена творческая акция «Портрет города: Йошкар-Ола преображенная — жемчужина Поволжья». Участие приняли 24 профессиональных художника из Москвы, Пермского края и республик Приволжского Федерального округа. Участники запечатлели формировавшийся архитектурный облик Йошкар-Олы. Итогом проекта стала одноимённая выставка и пополнение фондов более чем на 100 единиц хранения.
В том же году на базе Национальной художественной галереи открылся Ресурсный центр для детей и подростков с различными социальными и физическими возможностями, который позволяет изучать программы Государственного Русского музея в дистанционном формате.
В стенах галереи проходили такие выставки, как персональная выставка русско-швейцарского художника Александра Бенуа ди Стетто, выставка «Золото Балтики» из фондов Калининградского музея янтаря, персональная выставка Зураба Церетели, выставка произведений Сальвадора Дали.

## Здание
Здание галереи находится в центре города, на площади Оболенского-Ноготкова, названной в честь первого воеводы Царевококшайска, которому здесь же установлен конный памятник. Построено в 2007 году в архитектурном стиле эпохи Возрождения. Доминантой здания является башня с часами. В верхнем левом углу часов в открывающихся вратах появляется образ Божией Матери, а после в нижнем левом углу движется ослик с её образом, символизирующий пришествие Богоматери на марийскую землю. Ослик въезжает в правые нижние врата. Они закрываются, а в правом верхнем углу снова появляется благословляющий образ Царицы Небесной.
Экспозиционные залы галереи оснащены современными системами сигнализации, климата-контроля, пожаротушения и освещения.

## Экспозиции
В галерее представлена одна постоянная экспозиция под названием «Марийский колорит» (мар. Марий тӱс). В экспозиции представлены марийская вышивка, украшения, народный костюм, живопись (классика и этнофутуризм) из фондов Республиканского музея изобразительных искусств.